# Villaescusa (Cantàbria)
Villaescusa és un municipi de la Comunitat Autònoma de Cantàbria situat en l'arc sud de la Badia de Santander. Limita al nord amb El Astillero, a l'oest amb Piélagos i Castañeda, al sud amb Santa María de Cayón i a l'est amb Medio Cudeyo i Penagos.

## Localitats
- La Concha (Capital).
- Liaño.
- Obregón.
- Villanueva de Villaescusa.

## Personatges il·lustres
- Julián Escalante Solana: (1898-1979) Religiós.
- Pedro Orive Riva: (1933–1999) Periodista.
- José Luis Cagigas Castanedo: (1928) Empresari i president del Real Racing Club.
- Joaquín Leguina Herrán: (1941) Escriptor i polític del PSOE. Primer president de la Comunitat de Madrid.

## Demografia
| 1900  | 1910  | 1920  | 1930  | 1940  | 1950  | 1960  | 1970  | 1980  | 1990  | 2000  | 2007  |
| ----- | ----- | ----- | ----- | ----- | ----- | ----- | ----- | ----- | ----- | ----- | ----- |
| 2.970 | 3.209 | 3.489 | 3.390 | 3.302 | 2.969 | 3.352 | 3.266 | 3.061 | 2.937 | 3.177 | 3.468 |

Font: INE

## Administració
| Eleccions municipals, 25 de maig de 2003 |      |        |          |
| Partit                                   | Vots | %      | Regidors |
| PSOE                                     | 1173 | 51,56% | 6        |
| PP                                       | 668  | 29,36% | 3        |
| PRC                                      | 390  | 17,14% | 2        |

| Eleccions municipals, 27 de maig de 2007 |      |        |          |
| Partit                                   | Vots | %      | Regidors |
| PSOE                                     | 1025 | 44,03% | 5        |
| PP                                       | 838  | 36%    | 4        |
| PRC                                      | 424  | 18,21% | 2        |